# Кудрявицкий, Анатолий Исаевич
Анатолий Кудрявицкий (англ. Anatoly Kudryavitsky; род. 17 августа 1954 год, Москва, СССР) — российский и ирландский поэт, писатель, переводчик и журналист.

## Биография

### В России
Анатолий Кудрявицкий родился в Москве на улице Чехова[уточнить] 17 августа 1954 года. Мать, учительница музыки, родилась в Санкт-Петербурге, жила в Москве. Отец, офицер российского флота и участник Великой Отечественной войны, родился в Днепропетровске. Отец отца происходил из Польши, мать из Греции. После окончания Московского медицинского института Анатолий Кудрявицкий работал исследователем в области иммунологии, журналистом, литературным редактором в журналах «Знание — сила», «Огонёк», редактором поэзии в журнале «Иностранная литература», заместителем главного редактора литературного журнала «Стрелец».
В конце 1970-х — начале 1980-х был одним из авторов самиздата. Его «эпиграммы на открытках», выполненные в тот период, представлены в антологии «Самиздат века». Первый рассказ опубликовал в 1989 году, первую подборку стихов — в 1990 году. В 1993—1995 годах входил в поэтическую группу мелоимажинистов; с 2009 года входит в поэтическую группу ДООС.
Член Союза писателей Москвы, международного и ирландского ПЕН-клуба, он в 1998 году стал основателем и первым президентом (1998—1999) Российского поэтического общества. С 1999 года — член редакционного совета «Журнала ПОэтов» (Москва).

### После эмиграции
В 1999 году Анатолий Кудрявицкий эмигрировал. В течение двух лет он жил во Франкфурте-на-Майне, затем переехал в Дублин (Ирландия), где живёт в настоящее время. С 2006 по 2009 годы преподавал литературное творчество в Ирландском Писательском Центре. В 2006 году стал одним из основателей Ирландского общества авторов хайку; в 2007 году избран его президентом. С того же года является редактором международного журнала хайку «Shamrock», а также редактировал, до 2014 года, международный сетевой литературный журнал на русском языке «Окно». С 2012 по 2014 годы редактировал также журнал англоязычной flash fiction «Emerald Bolts». С марта 2017 года редактирует международный поэтический журнал «SurVision», где печатается англоязычная поэзия нео-сюрреализма.
В 2010 году входил в состав жюри Дублинской литературной премии.

## Творчество

### Проза, поэзия
Анатолий Кудрявицкий — автор романов «Истории из жизни сыщика Мыллса» (издательство «Захаров», 2008), «Летучий Голландец» (2012, книжное издание 2013), и «Игра теней в бессолнечный день» (2013, книжное издание 2014, издательство «Текст»).
«Истории из жизни сыщика Мыллса» — сатирический пост-модернистский роман, включающий элементы коллажа и изображающий в гротескных чертах британскую политическую жизнь.
«Летучий Голландец» имеет подзаголовок симфоническая поэма и написан как мозаика эпизодов. Действие романа происходит как в другой реальности, на корабле «летучего голландца», так и в реальном мире, в российской провинции, где главный герой, музыковед, пишущий об опере Вагнера «Летучий Голландец», находит временное убежище от жизненных проблем, которые рецензент газеты «Книжное обозрение» характеризует как «недотыкомочный тоталитарный кошмарик». 22 августа 2013 г. критик Ольга Лебедушкина включила книгу в «Литобзор с Ольгой Лебедушкиной» в программе «Азбука чтения» на Радио Культура. Она отмечала, что
Действие романа разворачивается в 70-е годы прошлого века, но его невероятная созвучность настроениям нашего времени ощущается с первых страниц.
Третий роман Анатолия Кудрявицкого, «Игра теней в бессолнечный день», вышел в Лондонском издательстве "Глагослав" в английском переводе осенью 2013 года под одной обложкой с повестью «Парад зеркал и отражений». Презентация этой книги, называющейся "DisUNITY", состоялась на русском стенде Франкфуртской книжной ярмарки в октябре 2013 г. Русское издание романа вышло отдельной книгой в московском издательстве «Текст» в декабре 2014 года.
Кудрявицкий также автор повестей «Парад зеркал и отражений» (2009) и «Путешествие улитки в центр раковины» (2010), и семи книг стихов на русском языке, три из которых — «Поле вечных историй» (1996), «Граффити» (1998), «Книга для посетителей» (2001) — вышли в издательстве «Третья волна» (Москва — Париж — Нью-Йорк). Книга стихов «Граффити» была номинирована Генрихом Сапгиром на премию «Антибукер» за 1998 год. Говоря о «Книге для посетителей», критики отмечали:
Если прежде идеи и образы поэта хоть как-то укладывались в традиционные эстетические оси координат, то сегодня он сомневается в самом факте существования таких осей. Вообще каких-либо границ, рамок, дефиниций. <…> Даже самые основные, обыденные вещи и понятия у Кудрявицкого «сдают экзамен на право называться вещами».
Книга избранных стихов Анатолия Кудрявицкого «Ветер зеленых звезд» была издана в серии «Поэты ДООСа» (изд-во ДООС) в 2015 г. Кудрявицкий пишет стихи как по-русски — с 1989 года, так и по-английски — с 1992 года. Книга его английских стихов "Shadow of Time" («Тень времени») была издана в 2005 году в Ирландии. Там же в 2007 и в 2011 гг. вышли две книги его английских хайку: "Morning at Mount Ring" («Утро у горы Кольцо») и "Capering Moons" («Резвящиеся луны»), обе в издательстве Doghouse Books, а следующая книга его хайку была выпущена в 2016 г. в США издательством Red Moon Press. Американский поэт Роберт Уилсон писал о первой из них:
Книга хайку Анатолия Кудрявицкого — одна из лучших книг хайку, что я читал в последние годы. Он не только пишет стихи, он пишет о том, что пережито и прочувствовано, рисуя правдивые картины жизни и природы с помощью оттенков света и тени.
Кудрявицкий также редактировал несколько антологий: «Поэзия безмолвия» (современная российская поэзия), издательство А & B, 1998, «Жужукины дети» (российский короткий рассказ второй половины XX века), издательство НЛО, 2000, антологию современной русской поэзии в переводе на английский язык «A Night in the Nabokov Hotel: 20 contemporary poets from Russia» (Dedalus Press, Дублин, 2006), антологию современной германоязычной поэзии в переводе на английский язык «Colored Handprints» (Dedalus Press, Дублин, 2015), а также две антологии ирландских хайку: «Bamboo Dreams» (Doghouse Books, Ireland, 2012) и «Between the Leaves» (Arlen House, Дублин, 2016).

### Переводы
Переводческую деятельность Анатолий Кудрявицкий начал в 1983 году. В его переводах публиковался «поэтичный в своем трагизме», по отзыву высоко оценившего его Джозефа Конрада, роман Джона Голсуорси «Джослин», а также роман Уильяма Сомерсета Моэма «Вилла на холме», книги рассказов Артура Конан Дойла и Стивена Ликока, Полное собрание стихотворений Стивена Крейна, «Лирика» и «Сто стихотворений» Эмили Дикинсон, «Избранные стихотворения» Джима Моррисона, а также стихи современных ирландских, английских и американских поэтов. В его переводе на английский публиковались антологии русской, украинской и немецкой поэзии. Составил «Антологию имажизма», перевёл для неё значительную часть произведений. Он также переводил на английский стихи польских и шведских поэтов.

## Премии
Анатолий Кудрявицкий — лауреат ирландской поэтической премии имени Марии Эджуорт (2003). В 2005 году вошёл в шорт-лист поэтической премии имени Роберта Грэйвза (Великобритания — Ирландия). Лауреат журнала «Дети Ра» в категории «поэзия» (2006) и журнала «Зинзивер» в категории «проза» (2010). В 2007 году стал лауреатом международной поэтической премии Каполивери, Италия (Capoliveri Premio Internazionale di Poesia). В 2008 году был награждён Премией Литературного Совершенства (Япония). В 2010 году ему была присуждена Международная отметина имени Давида Бурлюка, в 2012 в 2014 гг. - премия имени Владимира Девиде (Хорватия). В 2017 году он стал лауреатом международной поэтической премии им. Михая Эминеску (Румыния), в 2020 году был удостоен премии английского ПЕН-клуба за антологию поэзии русских диссидентов 1960-1980 гг. в английском переводе

## Романы
- «Игра теней в бессолнечный день» (Москва, издательство «Текст», 2014) ISBN 978-5-7516-1232-0 (англ. перевод в кн. "DisUNITY", Selected Novels by Anatoly Kudryavitsky. London, Glagoslav Publications, 2013) ISBN 978-1-78267-106-0
- «Летучий Голландец» (Москва, издательство «Текст», 2013) ISBN 978-5-7516-1178-1
  - 2-е издание: Москва, изд-во ЭКСМО, 2019. ISBN 978-5-04-102839-8
- «Истории из жизни сыщика Мыллса» (Москва, издательство «Захаров», 2008) ISBN 978-5-8159-0875-8

## Повести и рассказы
- «Парад зеркал и отражений». Повести и рассказы. Москва, издательство «Текст», 2017 ISBN 978-5-7516-1410-2
- «Поездка в Где-нас-нет». Повести и рассказы. Нью-Джерси, Elephant Publishing, 2011 ISBN 978-1-257-68299-7

## Проза в переводе на другие языки
- disUNITY, Selected Novels by Anatoly Kudryavitsky. London, Glagoslav Publications, London, 2013. ISBN 978-1-78267-106-0
- Dream. After Dream. Повести и рассказы (в переводе на английский). Honeycomb Press, Dublin - New York, 2011. ISBN 978-1-4478-6503-2

## Книги стихов

### На русском
- «Очертания» (книга новых стихотворений). Изд-во Free Poetry, Чебоксары – М., 2020
- «Книга гиммиков, или Двухголовый человек и бумажная жизнь». Избранная стихопроза. М.: изд-во Евг. Степанова, 2017 (серия «Авангранды»). ISBN 978-5-91865-463-7
- «Ветер зеленых звезд». Новые и избранные стихотворения. М.: ДООС, 2015 (серия ДООС-ПОЭЗИЯ). ISBN 978-5-9906507-5-6
- «Голоса Хроноса». Избранные стихи 1990 - 2011 (изд-во Lynx, Дублин, 2011) ISBN 978-1-4478-6279-6
- «Книга для посетителей» Изд-во «Третья волна», Москва — Париж — Нью-Йорк), 2001
- «Граффити». Изд-во «Третья волна», Москва — Париж — Нью-Йорк, 1998
- «Поле вечных историй». Изд-во «Третья волна», Москва — Париж — Нью-Йорк), 1996
- «В белом огне ожиданья». (1994, изд-во «Сов-ВИП», Москва — Осло)

Малотиражные издания:
- «Стихи между строк». Изд-во «Третья волна», Москва — Париж — Нью-Йорк, 1997 (Библиотека журнала «Стрелец»).
- «Звезды и звуки». Изд-во Линор, Москва, 1993
- «Запечатаные послания». Изд-во Валентин, Москва, 1992
- «Осенний корабль». Изд-во УДН, Москва, 1991

### На английском
- "Ten Thousand Birds" («Десять тысяч птиц»: новые и избранные хайку и хайбун). Cyberwit Press, Индия, 2020. ISBN 978-93-90202-25-6
- "The Two-Headed Man and the Paper Life" («Двухголовый человек и бумажная жизнь»: книга стихопрозы), Mad-Hat Press, США, 2019. ISBN 978-1-941196-87-8
- "Stowaway" («Безбилетный пассажир»), книга английских стихов. SurVision Books, Ирландия, 2018. ISBN 978-1-9995903-2-1
- "Horizon" («Горизонт»), книга английских хайку. Red Moon Press, США, 2016.  ISBN 978-1-9368486-6-9
- "Capering Moons" («Резвящиеся луны»), книга английских хайку. Doghouse Books, Ирландия, 2011. ISBN 978-0-9565280-2-5
- "Morning at Mount Ring" («Утро у горы Кольцо»), книга английских хайку]. Doghouse Books, Ирландия, 2007. ISBN 978-0-9552003-5-9
- "Shadow of Time" («Тень времени»), книга английских стихов. Goldsmith Press, Ирландия, 2005

### В переводе
- "Bărbatul cu două capete și viața de hârtie" («Двухголовый человек и бумажная жизнь»). Editura Revers, Румыния, 2017. ISBN 978-606-41-0277-5
- "Scultura involontaria" («Невольная скульптура»). Двуязычное издание (английский/итальянский). Casa della poesia, Италия, 2020. ISBN 978-88-86203-97-5

## Детские книги
- Изабелла Хитрик, Анатолий Кудрявицкий. «Секрет маэстро Сольми». Сказочные путешествия в страну музыки. Изд-во Lynx, Дублин, 2011. ISBN 978-1-4478-5352-7

## Составление и редакция
- «Поэзия безмолвия» (антология современной российская поэзии) М.: Изд-во А & B, 1998. Эта книга получила диплом «Книга года» 12-й Московской международной книжной выставки-ярмарки.
- «Жужукины дети» (антология российского короткого рассказа второй половины XX века) М.: Изд-во НЛО, 2000 ISBN 5-86793-080-7
- «Антология имажизма» М.: Изд-во «Прогресс», 2001. Независимая газета признала эту книгу «Книгой года» в категории переводная поэзия[23].
- «A Night in the Nabokov Hotel: 20 contemporary poets from Russia», Dedalus Press, Дублин, 2006. ISBN 978-19045565-5-8
- «Bamboo Dreams. An Anthology of Haiku Poetry from Ireland». Doghouse Books, Ирландия, 2012.
- «Coloured Handprints: 20 Contemporary German-Language Poets», Dedalus Press, Дублин, 2015. ISBN 978-19102511-1-9
- «Between the Leaves. New Haiku Writing from Ireland» (Arlen House, Дублин, 2016). ISBN 978-18513215-9-9
- «The Frontier: 28 Contemporary Ukrainian Poets». Антология. (Glagoslav Publications, Лондон, 2017) ISBN 978-19114144-8-3
- «Mirror Sand: An anthology of Russian Short Poems in English Translation». (Glagoslav Publications, Лондон, 2018) ISBN 978-19114147-2-8
- «message-door: An Anthology of Contemporary Surrealist Poetry from Russia». (SurVision Books, Дублин, 2020) ISBN 978-1-912963-17-1

## Тексты в антологиях
- Wonderful World of Worders. Guildhall Press, Derry, 2007 ISBN 978-1-906271-04-6
- Our Shared Japan. Dedalus Press, 2007 ISBN 978-1-904556-82-4
- Антология ПО (20 выпусков "Газеты ПОэзия" и "Журнала ПОэтов") М., 2007.
- Capitals. Bloomsbury, 2017

## О творчестве Анатолия Кудрявицкого
- Гликин, М. Однофамилец посетителя («Независимая газета»)
- Галина, М. «Книга для посетителей» («Литературная газета»)
- Dublinka. Anatoly Kudriavitsky’s Shadow of Time (англ.)
- Wilson, Robert D. Morning at Mount Ring by Anatoly Kudryavitsky («Simply Haiku») (англ.)
- Prime, Patricia. Morning at Mount Ring Reviewed (Stylus Poetry Journal) (англ.)
- Shadow of Time* d’Anatoly Kudryavitsky par Michèle Duclos (POÉSIE/PREMIÈRE) (франц.)

## Интервью Анатолия Кудрявицкого
- Анатолий Кудрявицкий. «В хорошей компании»: Интервью Дмитрию Бавильскому // «Частный корреспондент», 20 апреля 2011 года.
- Анатолий Кудрявицкий. «Я никакой не русско-ирландский, а русский и англоязычный ирландский поэт!»: Интервью для русско-американского портала RUNYweb.com, июнь 2014 г.
- ЛітАкцент, 03.05.2017 (укр.)

## Тексты
- Первые две части романа «Летучий Голландец» в журнале «Окно» № 9 (12), 2012
- Повесть «Парад зеркал и отражений» в журнале «Дети Ра» № 3 (53), 2009
- Повесть «Путешествие улитки в центр раковины» в журнале «Дети Ра» № 7 (69), 2010
- Повесть «Русский кошмар» в журнале «Окно» № 7 (10), 2011
- Отрывки из книги «Истории из жизни сыщика Мыллса» на сайте автора
- Новые стихи в журнале «Дети Ра» № 3 (89), 2012
- Прозостихи в английском журнале Stride Magazine (англ.)